# La Jarrie
La Jarrie település Franciaországban, Charente-Maritime megyében. Lakosainak száma 3447 fő (2022. január 1.). La Jarrie Aigrefeuille-d’Aunis, Clavette, Croix-Chapeau, La Jarne, Saint-Christophe és Salles-sur-Mer községekkel határos.

## Népesség
A település népességének változása:
| Lakosok száma | 1056 | 2235 | 2413 | 2790 | 3013 | 3206 | 3265 | 3336 | 3371 | 3447 |
|               | 1968 | 1982 | 1990 | 2006 | 2013 | 2015 | 2017 | 2019 | 2020 | 2022 |